# Cheiracanthium aladanensis
Cheiracanthium aladanensis là một loài nhện trong họ Miturgidae.
Loài này thuộc chi Cheiracanthium. Cheiracanthium aladanensis được miêu tả năm 2007 bởi Lotz.